# Hyphoradulum
Hyphoradulum es un género de hongos de la familia Cyphellaceae. El género es monotípico, conteniendo únicamente la especie Hyphoradulum conspicuum, que se encuentra en Europa.